# Schleuderballspiel

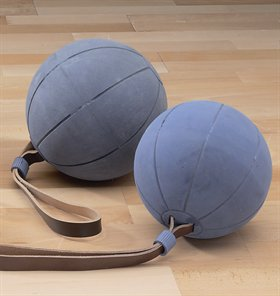
Schleuderbälle

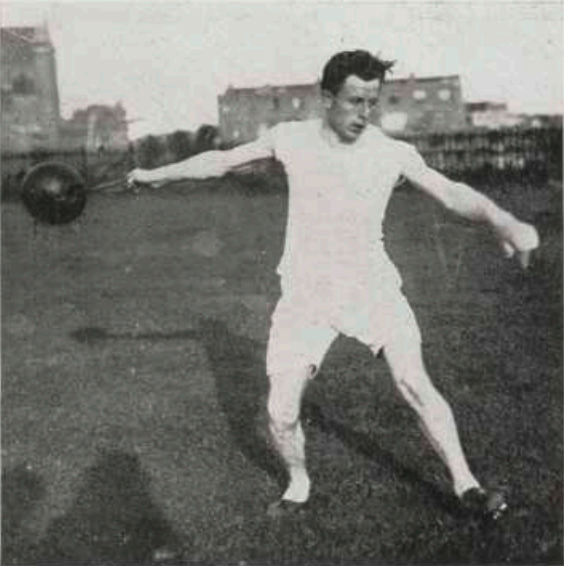
Schleuderball in den Niederlanden (1922)

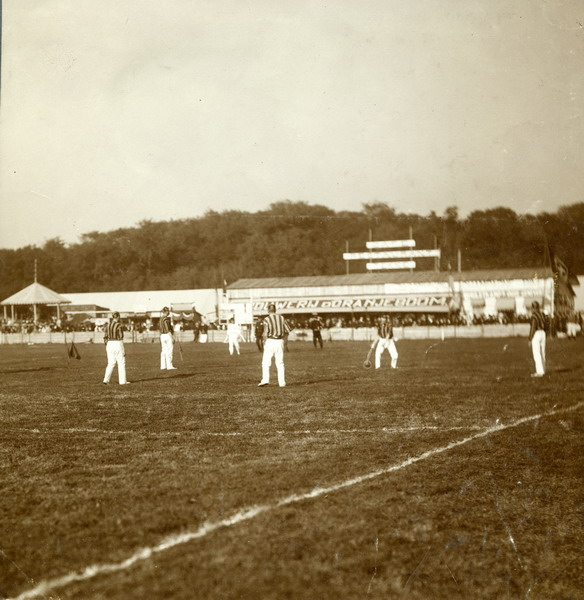
Schleuderball in Den Haag in 1909

Das Schleuderballspiel (auch Treibball genannt) ist ein Ballspiel zwischen zwei Parteien zu acht Spielern auf einem Feld von 100 m × 15 m, bei dem es darauf ankommt, den Ball über die gegnerische Stirnseite des Feldes zu werfen, die als Torlinie bezeichnet wird.
Als Spielgerät dient ein Ball mit Griffschlaufe, in der Regel ein Lederball, der mit Ross- oder Rehhaar gefüllt ist und je nach Altersklasse 0,6 kg bis 1,5 kg wiegt.
Das Schleuderballspiel gehört zu den Turnspielen; es wurde in der Deutschen Turnerschaft (DT) entwickelt. Erstmals wurde Schleuderball auf dem Deutschen Turnfest 1898 in Hamburg von Berliner Turnern vorgestellt. In der Folge verbreitete es sich hauptsächlich in Nordwestdeutschland. In der Zeit von 1921 bis 1924 wurden in der DT Deutsche Meisterschaften ausgetragen, die von den Vereinen aus Oldenburg und Ostfriesland dominiert wurden. Das Schleuderballspiel zählt noch heute zu den klassischen Sportdisziplinen des Friesensports. Da anschließend nicht mehr mindestens vier Turnkreise an den Meisterschaften teilnahmen, verschwand das Spiel wieder aus dem Programm, da nach der Spielordnung der DT und heute des Deutschen Turner-Bundes (DTB) zur Durchführung von Deutschen Meisterschaften die Beteiligung von mindestens vier Turnkreisen bzw. heute Landesturnverbänden erforderlich ist.
Das Spiel wird auch heute, vor allem in der Unterstufe, an zahlreichen Schulen noch gepflegt. Einen Ligen-Spielbetrieb gibt es nur im Oldenburger Land.

## Regeln

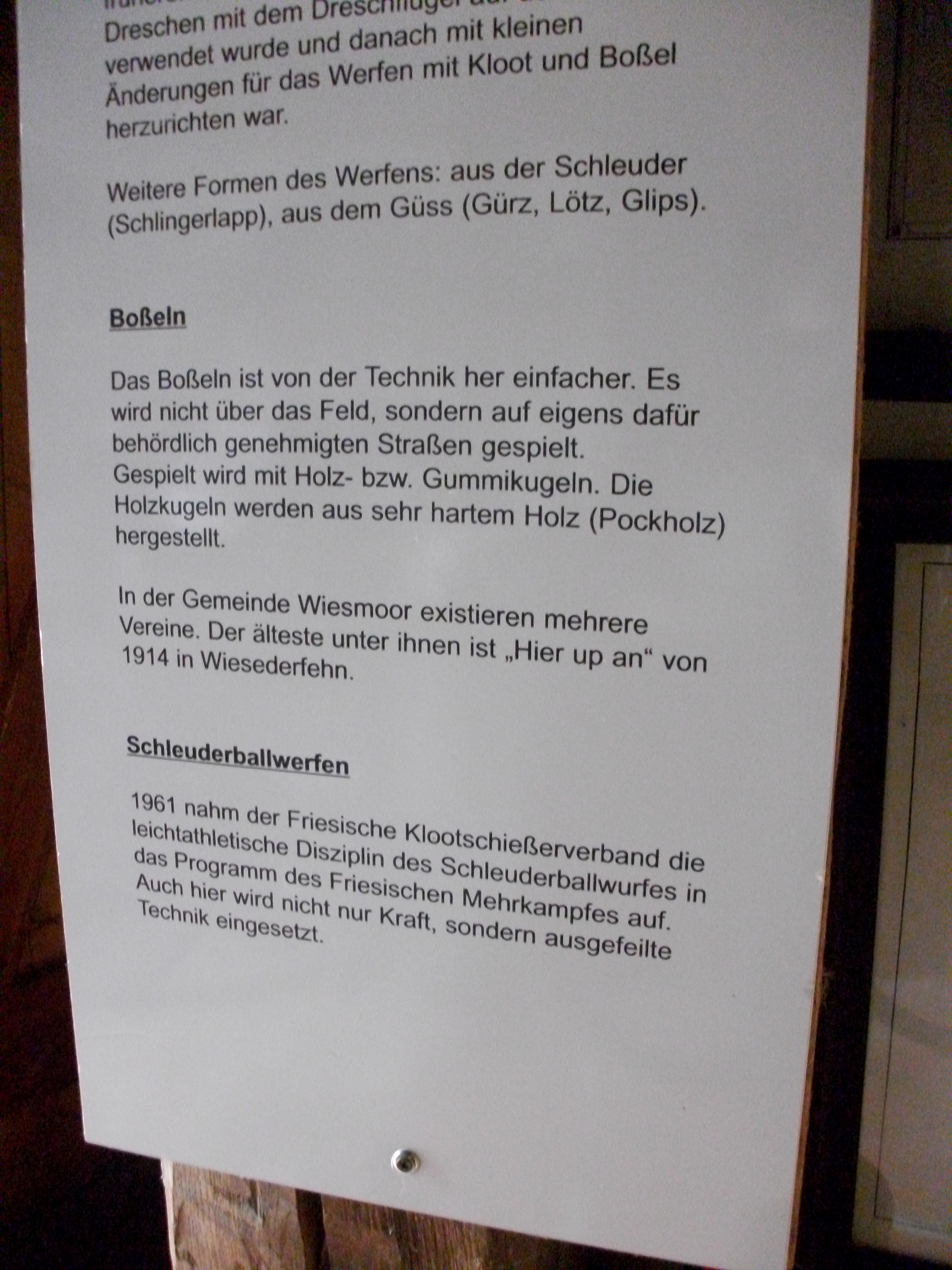
Torf- und Siedlungsmuseum Wiesmoor, Infotafel Friesenspiele (Boßeln und Schleuderballwurf)

Die Regeln wurden vom niedersächsischen Turnerbund wie folgt festgelegt:
Das Spielfeld ist hundert Meter lang, aber nur fünfzehn Meter breit. An den kurzen Enden befindet sich die Torlinie jeweils einer Partei. Der Schleuderball wird durch einen Schleuderballwurf ins Spiel einer Partei (im Folgenden A genannt) gebracht, in dem er möglichst weit in Richtung der gegnerischen Torlinie geschleudert wird. Fängt die Gegenpartei (B) den Ball aus der Luft, darf sie ihn zurückwerfen – allerdings nur aus dem Stand und ohne die Schlaufe zu verwenden. Dies nennt man Schocken. Schafft die Partei A, den geschockten Ball zu fangen, darf sie ihn zurückschocken. Die Partei B darf ihn auch nochmal fangen und zurückschocken. Fängt Partei A ihn, wird der Ball aber auf den Abwurfpunkt zurückgelegt. Dann darf, wie auch wenn der Ball zwischendurch mal nicht gefangen wird, die Partei B nun einen Schleuderwurf durchführen. Falls dieser gefangen wird, wird wieder wie oben verfahren (geschockt), und dann hat wieder Partei A den Schleuderwurf. Eine Besonderheit ist, dass es keine Schleuderwurfspezialisten gibt, sondern in einer festen Reihenfolge alle Spieler einer Partei den Schleuderwurf durchführen.

## Deutsche Meister
- 1921 Oldenburger TB – TV Frischauf Meißen 17:0
- 1922 Oldenburger TB
- 1923 AT Rodenkirchen von 1908 – Oldenburger TB 7:6
- 1924 TV Schweiburg – AT Rodenkirchen von 1908 4:3
- 1925 bis 1927 nur Kreismeisterschaften ausgetragen
- 1928 (Endspiel Dt. Turnfest) TV Jahn Bohlenberge – TSV GutsMuths Berlin 19:1
- 1938 (Endspiel Dt. Turn- und Sportfest) TV Seefeld – Auswahl Oldenburg/Ostfriesland 8:2